# Giuseppe Perenno
Giuseppe Perenno fue un deportista italiano que compitió en esgrima, especialista en la modalidad de sable. Ganó tres medallas en el Campeonato Mundial de Esgrima en los años 1937 y 1938.

## Palmarés internacional
| Campeonato Mundial | Campeonato Mundial        | Campeonato Mundial | Campeonato Mundial |
| Año                | Lugar                     | Medalla            | Prueba             |
| ------------------ | ------------------------- | ------------------ | ------------------ |
| 1937               | París (Francia)           | Medalla de plata   | Sable por equipos  |
| 1938               | Pieštany (Checoslovaquia) | Medalla de oro     | Sable por equipos  |
| 1938               | Pieštany (Checoslovaquia) | Medalla de bronce  | Sable individual   |